# 대한민국 헌법 제103조
대한민국 헌법 제103조는 대한민국 헌법의 조항이다.

## 조항
법관은 헌법과 법률에 의하여 그 양심에 따라 독립하여 심판한다.

## 참고문헌
- 한영만. (2022). 헌법 제103조의 법관의 양심은 ‘양지(synderesis)’로서 이해될 수 있는가? : 대한민국 헌법과 가톨릭교회법의 양심 비교 연구. 법학연구, 22(2), 299-327.
- 강석정. (2017). 법관은 두 개의 양심을 가져야 하는가? - 헌법 제103조 법관의 ‘양심’에 관하여. 사법, 1(41), 153-198.
- 이덕연. (2009). 헌법 제103조에서 법관의 독립과 양심. 공법연구, 38(2), 349-375.